# اندی مک‌داول
روزالی اندرسون «اندی» مک‌داول (به انگلیسی: Rosalie Anderson "Andie" MacDowell) زاده ۲۱ آوریل ۱۹۵۸ بازیگر سینما و تلویزیون آمریکایی است.

## بخشی از فیلم‌شناسی
سینما